# Rayderley Zapata
Rayderley Zapata (Santo Domingo, 26 de maio de 1993) é um ginasta artístico espanhol, medalhista olímpico.

## Carreira
Zapata participou dos Jogos Olímpicos de Verão de 2020 em Tóquio, onde participou da prova de solo, conquistando a medalha de prata após finalizar a série com 14.933 pontos.